# یک زندگی خشن
یک زندگی خشن (به انگلیسی: A Violent Life) فیلمی محصول سال ۱۹۹۰ و به کارگردانی جاکومو باتیاتو است. در این فیلم بازیگرانی همچون وادک استانچاک، ماکس فون سیدو، انیو فانتاستیکینی، پاملا ویلورسی، بن کینگزلی، سوفی وارد، برنار-پیر دونادیو، آماندا ساندرلی، مائوریتسیو دونادونی و لورنتسا گوئریه‌ری ایفای نقش کرده‌اند.